# Nyesam
Le nyesam ou kpasam est une langue adamaoua parlée dans trois villages de l’État d’Adamawa au Nigeria : Kpasham, Dakli et Dem.